# 大灰狼

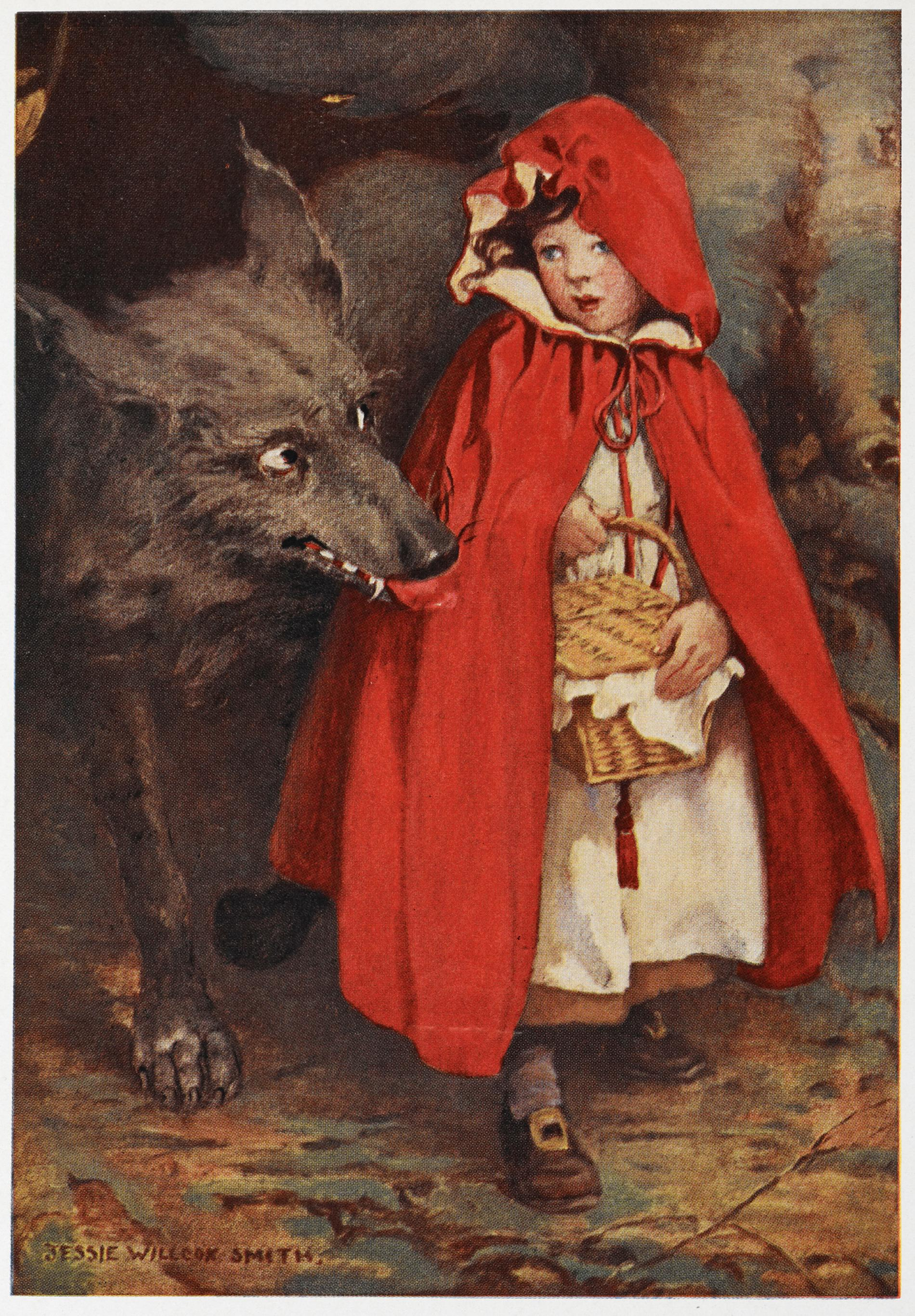
潔西·威克斯·史密斯所繪製的大灰狼與小紅帽。

大灰狼（或稱大野狼）是出现在童话故事里面的虚构的角色，以凶险的狼的形象出现在故事里。《伊索寓言》和《格林童话》里都有关于大灰狼的故事，比如《小红帽》里的大灰狼。

## 有大灰狼出現的童話
- 《小紅帽》
- 《三隻小豬》
- 《狼和七隻小山羊》
- 《狼來了》
- 《彼得與狼》

## 有关大灰狼的故事插图

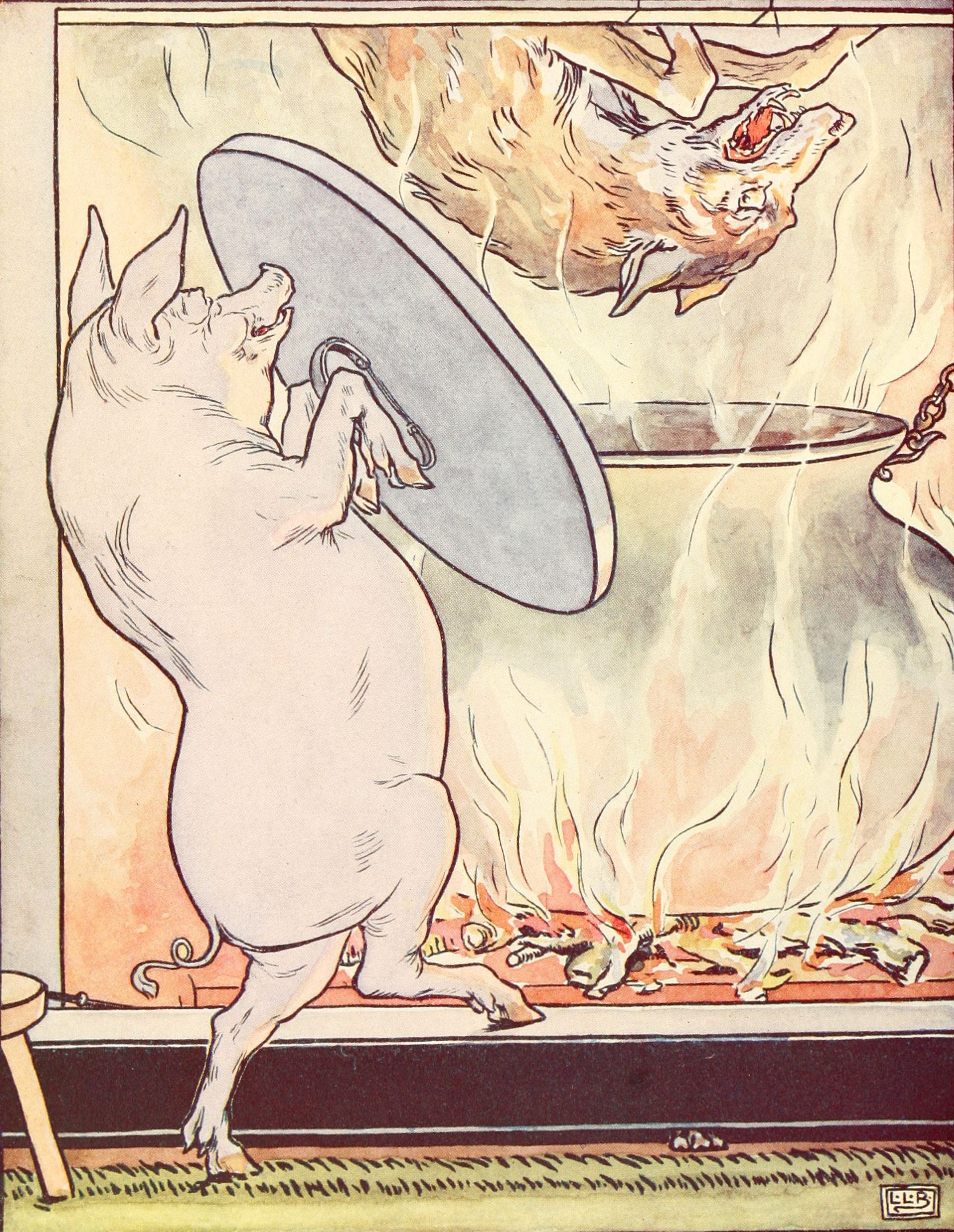
三只小猪和大灰狼的故事，L. Leslie Brooke绘制, 出自The Golden Goose Book一书, Frederick Warne公司1905年出版。
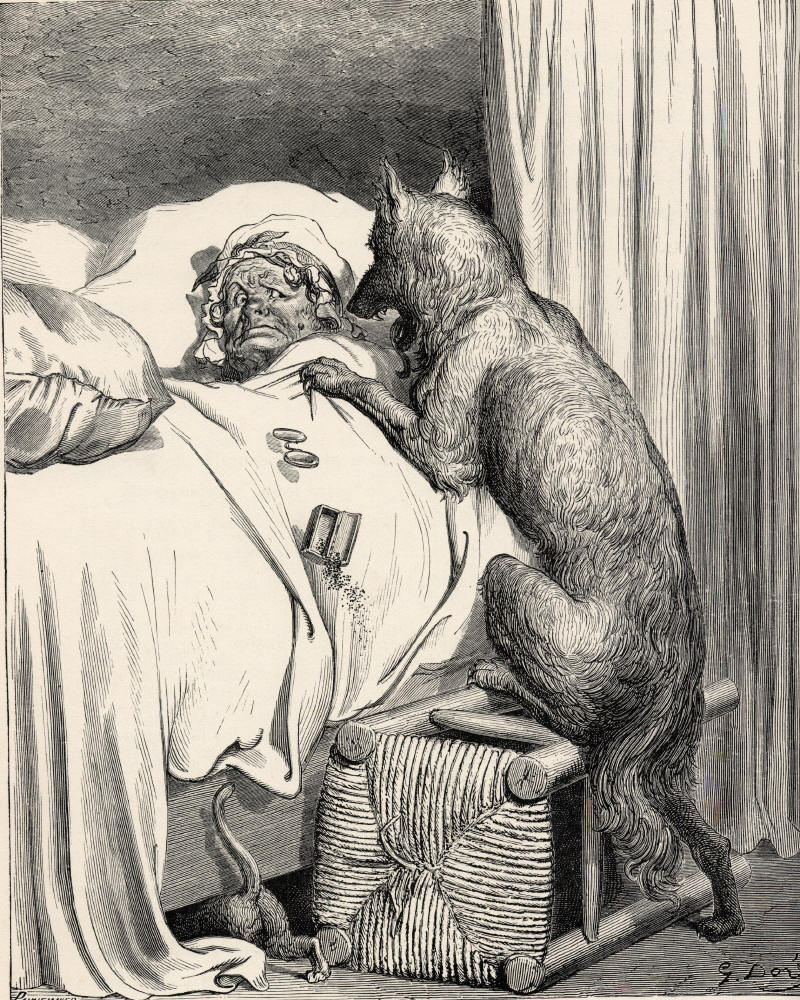
小红帽和大灰狼的故事，Charles Perrault绘制。
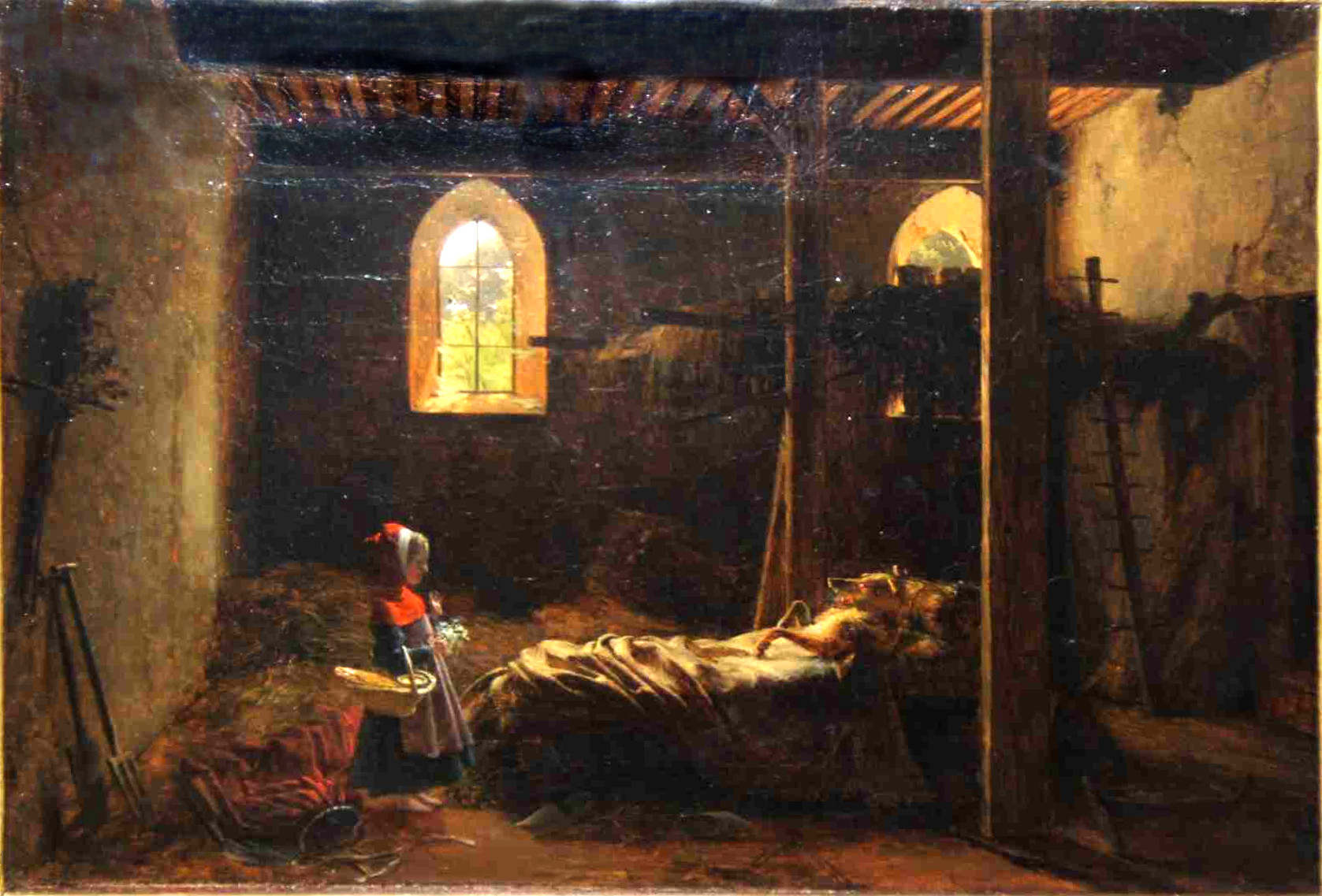
19世纪法国绘画
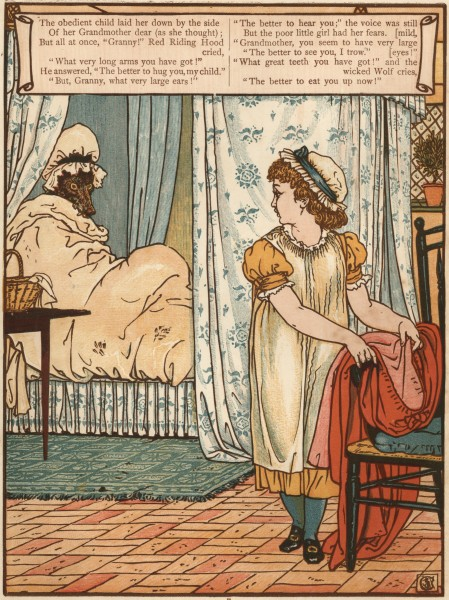
Walter Crane的木刻